# Television (album)
Television – czwarty album zespołu Television wydany w 1992 przez wytwórnię Capitol Records. Materiał został nagrany w studiu "Acoustilog" w Nowym Jorku.

## Lista utworów
1. "1880 or So" (T. Verlaine) – 3:41
2. "Shane, She Wrote This" (T. Verlaine) – 4:21
3. "In World" (T. Verlaine) – 4:12
4. "Call Mr. Lee" (T. Verlaine) – 4:16
5. "Rhyme" (T. Verlaine) – 4:47
6. "No Glamour for Willi" (T. Verlaine) – 5:00
7. "Beauty Trip" (T. Verlaine) – 4:22
8. "The Rocket" (T. Verlaine) – 3:23
9. "This Tune" (T. Verlaine) – 3:42
10. "Mars" (T. Verlaine) – 4:56

## Skład
- Tom Verlaine – śpiew, gitara
- Richard Lloyd – gitara, śpiew
- Fred Smith – gitara basowa, śpiew
- Billy Ficca – perkusja

produkcja
- Mario Salvati – inżynier dźwięku
- Patrick A. Derivaz – inżynier dźwięku
- Joe Brescio – mastering
- Tom Verlaine – producent wykonawczy
- Fred Smith – producent wykonawczy
- Television – producent